# Pasporta Servo
Pasporta Servo é um importante serviço em esperanto que consiste numa rede internacional de hospedagem. O serviço baseia-se na edição anual de um livreto contendo endereços de pessoas de vários países dispostas a hospedar viajantes esperantófonos de graça e pode ser considerado uma das razões para que muitas pessoas aprendam e tenham aprendido esperanto. A edição de 2010 contém 1450 endereços de 91 países.
Os anfitriões voluntários exprimem no livreto quantos hóspedes e por quantas noites eles aceitam, podendo incluir comentários sobre seus interesses, desejos e condições (por exemplo, "família de artistas", "quero conversar sobre política internacional", "não fumantes", "jovens são especialmente bem-vindos", etc.). Enquanto os anfitriões aproveitam a oportunidade de ter por perto pessoas de diversas culturas, os hóspedes aproveitam a hospedagem fácil e a chance de conhecer mais de perto, através de uma língua-ponte fácil, a cultura do local visitado, em contraposição a hospedagens em hotéis uniformizados globalmente. Frequentemente, os anfitriões se oferecem a ajudar os hóspedes com transporte, alimentação, instruções, etc., embora o objetivo básico do serviço seja apenas a hospedagem.

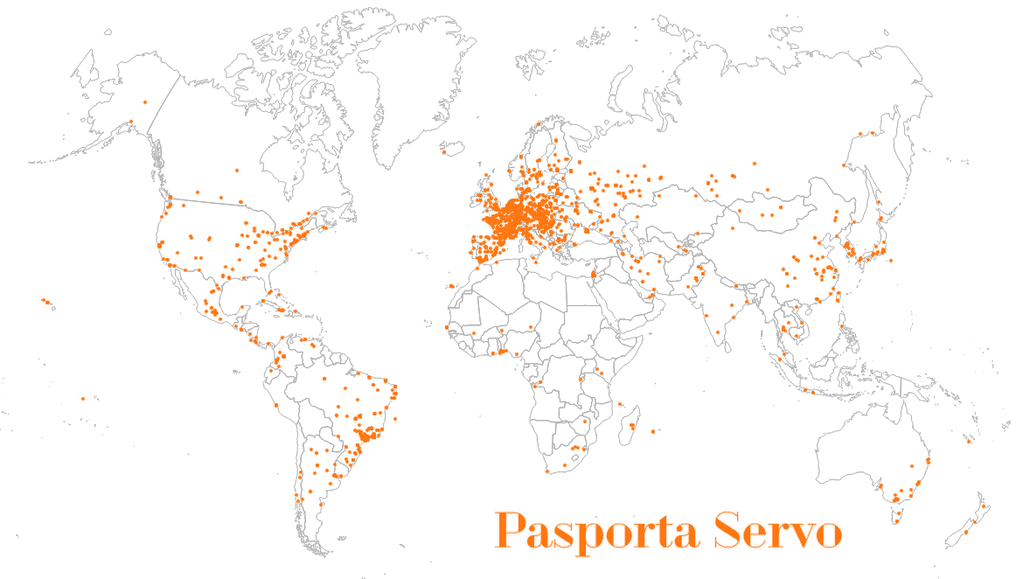
Mapa que indica onde há anfitriões do Pasporta Servo (2015)

A edição é realizada anualmente pela Organização Mundial da Juventude Esperantista (TEJO), sendo provavelmente o produto mais popular no meio esperantista, talvez após o Plena Ilustrita Vortaro. 
Embora a ideia de oferecer estadia para viajantes remonte a datas remotas, sua aplicação entre esperantófonos começou em 1966 por iniciativa do argentino Ruben Feldman-Gonzalez, através do Programo Pasporto. O Pasporta Servo apareceu na forma atual em 1974, sob organização da francesa Jeanne-Marie Cash.
Em 2009 a TEJO lançou o Pasporta Servo 2.0, uma versão on-line do serviço que funciona em conjunto com a versão impressa e permite que as informações dos anfitriões sejam atualizadas com mais facilidade e agilidade.

## Outras páginas
- http://pasportaservo.org/ Página oficial do serviço